# 华山街道 (济南市)
华山街道，是中华人民共和国山東省济南市历城区下辖的一个乡镇级行政单位。

## 行政区划
华山街道下辖以下地区：
洪家园村、卧西村、卧中村、卧东村、小洼村、菜园村、东杨家庄村、山头店村、北小街村、南小街村、齐家村、姬家村、盖家村、高墙王村、宋刘村、西杨村、石门李家村、高家村、前王村、驴山村、王保村、北陈村、郅家村、山东陈家村、马家桥村和还乡店村。